# Naturschutzgebiet Feuchtgrünland an der Walbecke
Das Naturschutzgebiet Feuchtgrünland an der Walbecke mit einer Größe von 1,5 ha liegt südlich von Walbecke im Stadtgebiet von Schmallenberg. Das Gebiet wurde 2008 mit dem Landschaftsplan Schmallenberg Südost durch den Hochsauerlandkreis als Naturschutzgebiet (NSG) ausgewiesen. An das NSG grenzt das Landschaftsschutzgebiet Walbecketal südlich Walbecke.

## Gebietsbeschreibung
Beim NSG handelt es sich um einen Teilbereich des Bachtales der Walbecke. Der Bach selbst fließt im Geschützten Landschaftsbestandteil Walbecke-Quellbach. Beim Grünland im NSG handelt sich auch um Feuchtgrünland und eine Grünlandbrache. Im NSG kommen seltene Tier- und Pflanzenarten vor. Das LSG ist teilweise als gesetzlich geschütztes Biotop nach § 30 BNatSchG ausgewiesen.

## Pflanzenarten im NSG

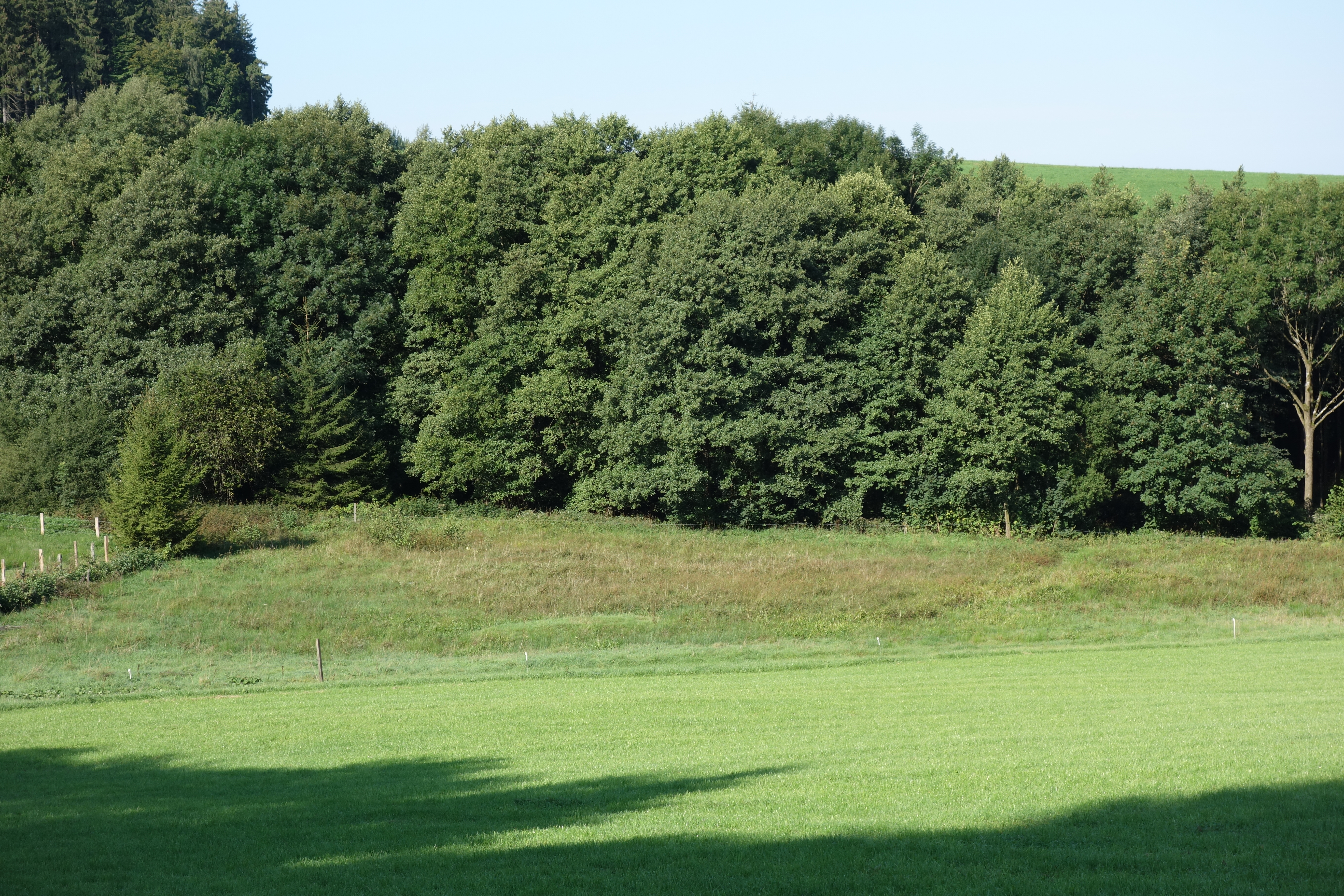
Blick von Osten

Vom Landesamt für Natur, Umwelt und Verbraucherschutz Nordrhein-Westfalen dokumentierter Pflanzenarten: Bach-Nelkenwurz, Bitteres Schaumkraut, Breitblättriges Knabenkraut, Brennender Hahnenfuß, Echtes Mädesüß, Feld-Hainsimse, Fieberklee, Flatter-Binse, Geflecktes Knabenkraut, Großer Wiesenknopf, Hain-Sternmiere, Kleiner Baldrian, Kohldistel, Scharfer Hahnenfuß, Schlangen-Knöterich, Schwarz-Erle, Spitz-Wegerich, Spitzblütige Binse, Spitzlappiger Frauenmantel, Sumpf-Dotterblume, Sumpf-Pippau, Sumpf-Veilchen, Teich-Schachtelhalm, Teufelsabbiss, Wald-Engelwurz, Wald-Simse, Weiße Pestwurz, Wiesen-Sauerampfer, Wiesen-Schaumkraut und Wildes Silberblatt.

## Schutzzweck
Das NSG soll das Feuchtgrünland an der Walbecke mit seinem Arteninventar schützen.
Wie bei allen Naturschutzgebieten in Deutschland wurde in der Schutzausweisung darauf hingewiesen, dass das Gebiet „wegen der Seltenheit, besonderen Eigenart und Schönheit des Gebietes“ zum Naturschutzgebiet wurde.